# Palácio Lauro Sodré
Palácio Lauro Sodré (inicialmente chamado "Casa de Residência"), também chamado Palácio do Governo, é uma edificação pública, palácio, museu e, o governo estadual, construído em 1680 e, reconstruido em 1771 projetado pelo arquiteto bolonhês Antônio Landi a pedido do governador do Manuel Bernardo de Melo e Castro, situado no bairro da Cidade Velha, na cidade brasileira de Belém (estado do Pará). Baseado nos temas neo-paladianos da Itália.
Este palácio foi inicialmente chamado "Casa de Residência", construído em 1680 para abrigar os governadores que inspecionavam à Capitania do Pará. Mas foi demolido em 1759 e reconstruído com projeto do arquiteto Antônio Landi.
O arquiteto bolonhês Antônio Landi, técnico do Reino, a pedido do governador do Grão-Pará, Manuel Bernardo Mello de Castro, no estilo clássico italiano e, inaugurado pelo administrador colonial português João Pereira Caldas, para ser sede do governo português como palácio dos governadores, do Estado do Grão-Pará e Maranhão.
Em 1994, durante administração do governador Jader Barbalho, o palácio foi transformado no Museu do Estado do Pará (MEP), abrigando diversas formas de manifestações artísticas, desde exposições de artes visuais até a projeção de video-mapping na sua fachada.
Também era chamado de Palácio do Rei, devido aos rumores de que teria sido feito para a habitação de D. José I e a família real.

## História
No século XVII a cidade de Belém ainda não era sede do governo, assim os governadores e os capitães-gerais alugavam as residencias dos moradores para repousar. Em seguida, ocuparam um palacete de pedra e cal que foi construído em 1680 nas próximidades do mercado do Ver-o-Peso, que foi chamado a "Casa da Residência", construído em taipa-de-pilão com dois pavimentos, para abrigar oficialmente os governadores que inspecionavam à Capitania do Pará.
Esta casa foi construido com 14 janelas com balaústres de madeira na fachada principal e três nas laterais. Um local relevante na vida colonial, junto à mudança da sede do governo do Maranhão para o Pará no século XVIII. Abrigando a sede do Estado do Grão-Pará e Maranhão, que se transferira de São Luis para Belém, no século XVIII, quando também se transferia a capital do Estado do Brasil, de Salvador para o Rio de Janeiro.

### Construção

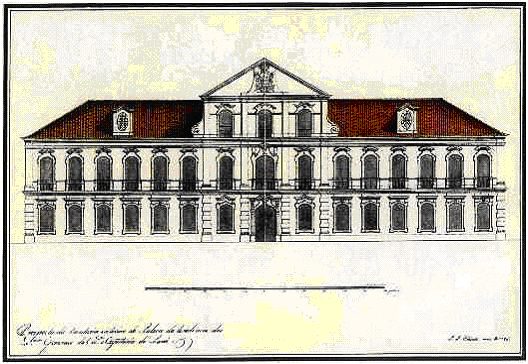
Palácio dos Governadores, atual Palácio Lauro Sodré, em 1784.

Em 1754, durante o período Pombalino, o frei Miguel de Bulhões, substituindo o governador Mendonça Furtado, requereu uma vistoria na Residência dos Governadores, que apontou a necessidade do uso de escoramento para evitar desabamento. Em 1757, impossibilitada de permanecer na edificação, a administração da capitania informa à Corte a mudança para uma casa de aluguel. Em 1759, o governador Manuel Bernardo Mello e Castro comunica à Corte a situação do Residência dos Governadores e solicita uma vistoria dos técnicos do Reino - da qual Antônio Landi (Arquiteto), Galluzie e Manuel Mendes (Engenheiros) faziam parte - a comissão certifica o estado de ruína em que se encontrava o prédio e sugere sua demolição com o aproveitamento de algumas telhas e peças de madeira.
O governador então solicita a Landi um projeto de uma “casa descente e sem superfluidades” declarando que a casa não poderá ser de grande despesa e o encaminha à Corte. Em 1761, ainda sem resposta, o governador se dirige ao rei, remetendo uma nova planta de Landi. A primeira proposta consistia em uma prancha assinada por Landi contendo a fachada e um corte transversal. No corte se identificam: um pórtico de entrada com um terraço superior, atrás da fachada, um átrio de acesso principal com cobertura abobadada; uma escadaria desenvolvida em espaço com abóboda. A fachada, horizontal e simétrica, mostra-se com dois pavimentos e telhado aparente de beiral, assentado sobre cornija. O segundo projeto mostra planta baixa, fachada principal e, um corte longitudinal, sendo a fachada idêntica ao projeto anterior com destaque do corpo central. A planta mostra um pátio central interno, rodeado por arcadas ao estilo italiano.
De posse da aprovação do projeto, o capitão-general Ataíde Teive pede a Landi um novo projeto com mais “traça” para que a moradia estivesse à altura dos governadores e capitães que ali iriam residir. Diante de tal pedido, em 1767, o projeto foi reformulado com a grande escala que se apresenta até hoje. Iniciando assim a construção, sendo dirigida pelo mestre de obras Jerônimo da Silva. Foi necessária a compra de três lotes adjacentes para que o prédio tivesse a dimensão desejada. A obra do Palácio foi concluída somente em 1771, para atender a Corte Portuguesa que viria residir na Amazônia, conforme as decisões do Marquês de Pombal (então Ministro do Rei Dom José I). Mas foi ocupada apenas no ano seguinte por João Pereira Caldas. Em 08 de setembro de 1797, desde palácio saiu a primeira procissão do Círio de Nazaré.
O palácio foi modificado com o passar dos anos, mas a estrutura se manteve. Após a proclamação da república houve um movimento no intento de retirar símbolos que marcavam a monarquia e assim o palácio foi redecorado ao modo republicano e recebeu seu nome atual em homenagem ao Governador Lauro Sodré, o primeiro após a proclamação da República.
No século XX, durante o Ciclo da Borracha, o então governador Augusto Montenegro reformulou a primeira parte do palácio com  características do ecletismo.

## Cabanagem
Em 6 de janeiro de 1835, liderados por Antônio Vinagre, os rebeldes tomaram de assalto o palácio do governo de Belém, onde permaneceram no controle até 1837, quando abandonaram Belém e fugir para o interior do Pará para continuar lutando.

## Complexo Turístico Feliz Lusitânia
O Palácio Lauro Sodré faz parte do Complexo Turístico Feliz Lusitânia, que é composto por:
- Forte do Castelo;
- Palacete das Onze Janelas;
- Igreja de Santo Alexandre/Museu de Arte Sacra (antigo Palácio Episcopal);
- Catedral Metropolitana de Belém;
- Ladeira do Castelo/Rua Norte (atual rua Siqueira Mendes);
- Museu do Círio;
- Palácio Lauro Sodré/Museu do Estado do Pará (MEP);
- Palácio Antônio Lemos/Museu de Arte de Belém ( MAB);

## Patrimônio histórico
O Palácio é tombado pelo Instituto do Patrimônio Histórico e Artístico Nacional (Iphan), localizada no logradouro Avenida Portugal, junto às sedes do Poder Judiciário e do Legislativo do estado, onde também estão outras edificações tombadas como patrimônio:a Doca do Ver-o-Peso, a Praça do Relógio, a Praça Dom Pedro II, Palácio Antonio Lemos e, o Solar do Barão de Guajará.